# Fitna (islam)
Fitna (Arabisch: فتنة) is een Arabische term die algemeen wordt beschouwd als moeilijk te vertalen. Oorspronkelijk is de term een verwijzing naar de zuivering van metaal, waarin het goede van het slechte onderscheiden wordt.
Het begrip betekent 'verleiding' of 'beproeving'. In theologische zin gaat het om een verzoeking of verleiding van God, die de kracht van de gelovige wil toetsen. De term kan ook uitgelegd worden als 'het kwaad'.
Fitna wordt ook beschreven in soera De Vrouwen 83. Hierbij zou tafsir duidelijk maken dat er een gevaar is dat bepaalde zaken door de uitleg van bepaalde mensen verwarring en misverstanden zou kunnen veroorzaken. Dit zou betekenen dat men voorzichtig moet zijn met het brengen van bepaald gevaarlijk nieuws, maar indien het onontkoombaar is, moet het worden opgelost door hen die capabel genoeg zijn het op te lossen. Met name op het gebied van religieuze, gedetailleerde informatie zijn moslims zeer terughoudend. Verscheidene Ahadith wijzen op het belang om niet te vertrouwen op een opinie, maar op geautoriseerden en experts.
Fitna betekent ook schisma, oproer en anarchie, en als klassieke eerste fitna geldt de splitsing van de islamitische gemeenschap in soennieten en sjiieten aan het einde van het Rashidun-kalifaat: de moord op de derde kalief Oethman ibn Affan vormde het begin van deze Eerste Fitna (656–661). Gedurende de eerste twee islamitische dynastieën, die van de Omajjaden en de Abbasiden, zouden er nog drie fitna's volgen: de tweede (680–692; in engere zin 683–685), de derde (744–750/752) en de vierde (809–827). Ook was er in het kalifaat Córdoba nog een vijfde: de zogeheten Fitna van al-Andalus (1009–1031), waarna soennitisch Iberië uiteenviel in verschillende taifa's (islamitische staatjes).
De betekenis van fitna wordt geïllustreerd in de apocalyptische literatuur door mensen onder extreme morele en psychologische druk om een onderdeel van hun geloof te ruilen voor wereldlijk voordeel, en soms hun leven.
De Nederlandse politicus Geert Wilders (PVV) koos deze term voor zijn korte film Fitna uit 2008.